# Stephanopis bella
Stephanopis bella är en spindelart som beskrevs av Soares 1946. Stephanopis bella ingår i släktet Stephanopis och familjen krabbspindlar. Inga underarter finns listade i Catalogue of Life.